# Os Tremendões (bloco)
Os Tremendões é um bloco carnavalesco de São Luis, Maranhão. Desfilando na categoria dos blocos tradicionais, foi o 13º a desfilar no Carnaval de São Luis.

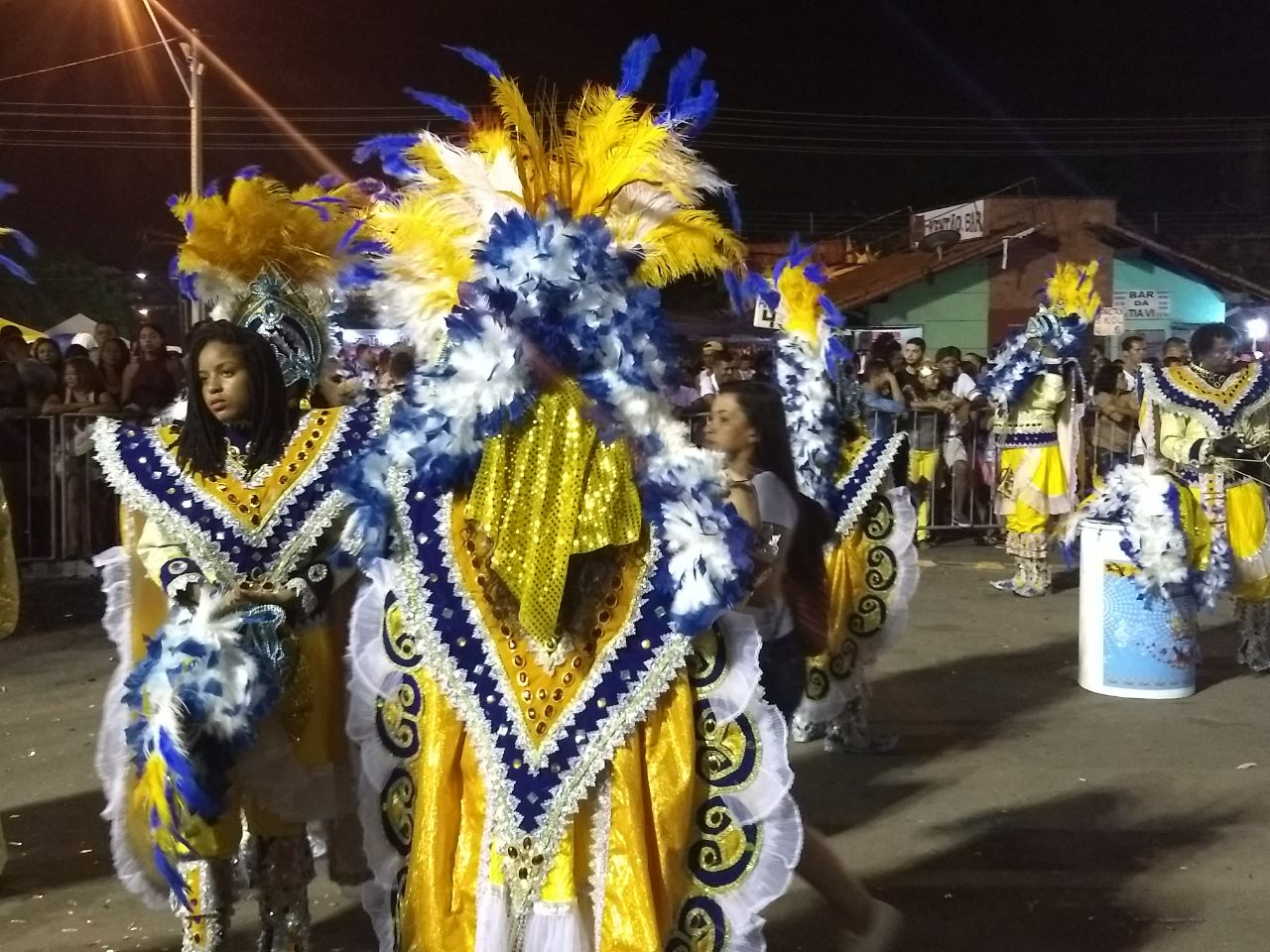
Integrante do bloco na concentração.